# Murree
Murree (pendżabski/urdu: مری‬) – miasto w Pakistanie, w prowincji Pendżab. Według danych na rok 2017 liczyło 157 043 mieszkańców.